# حسین‌آباد (لامرد)
حسین‌آباد خسروی
 یکی از محله‌های قدیمی شهرستان لامرد است. پایه‌گذار این محله زائر عبدالله خسروی معروف به چخول و یکی از بزرگان فارس بوده است که به مرور زمان کدخدای حسین‌آباد می‌شود. وی از نوادگان عبدالمسیح میرزا از منطقه بیرم در جنوب ایران است. از جمله فرزندان زائر عبدالله چخول می توان از حاج علی و حاج حمزه نام برد که بعد از وی به عنوان کدخدای حسین آباد خسروی شناخته می شدند و این نقش با حاج حسن خسروی از نوادگان زائر عبدالله چخول ادامه یافته است.
با گذشت زمان و با آمدن طایفه‌های دیگر از مناطق مختلف منطقه، با تشکیل بازارچه‌ای که بعدها با نام «گاراژ» معروف شد، فعالیتهای اقصادی درون منطقه‌ای در آن متمرکز گردید. در حال حاضر فعالیت اقتصادی در این منطقه در بخش های خدماتی و تجاری متمرکز است.
در زمینه مذهبی مبلغان دینی مهاجر در این منطقه را سیدها تشکیل می دادند که براساس روایات تاریخی سیدهای یمنی و هندی خوانده می شدند.
آب و هوای این منطقه گرم و خشک، اما در برخی ماه‌های سال با توجه به میزان بارندگی سالانه، معتدل می‌باشد.
منبع اصلی درآمد مردمان ساکن این محله بیشتر از طریق فعالیتهای خدماتی، تجاری و کارگاه‌های صنعتی می‌باشد. اکنون این محله با جمعیتی بالغ بر سه هزار نفر در بخشهای آموزشی، فرهنگی و خدماتی دارای مدرسه، درمانگاه، مسجد، حسینیه، بانک و کلانتری است. بافت قدیمی این منطقه از نظر کالبدی با تاثیرپذیری از پدیده شهرنشینی تا حدود زیادی در غیاب علم ساماندهی شهری و ناتوانی در بخشهای مدیریتی این منطقه، هویت اولیه خود را از دست داده است.